# Eiskunstlauf-Weltmeisterschaften 1967
Die 57. Eiskunstlauf-Weltmeisterschaften fanden vom 28. Februar bis 4. März 1967 in Wien (Österreich) statt.

## Ergebnisse

### Herren
| Platz | Sportler              | Land                   |
| ----- | --------------------- | ---------------------- |
| 1     | Emmerich Danzer       | Österreich             |
| 2     | Wolfgang Schwarz      | Österreich             |
| 3     | Gary Visconti         | Vereinigte Staaten     |
| 4     | Donald Knight         | Kanada                 |
| 5     | Scott Allen           | Vereinigte Staaten     |
| 6     | Ondrej Nepela         | Tschechoslowakei       |
| 7     | Patrick Péra          | Frankreich             |
| 8     | Peter Krick           | BR Deutschland         |
| 9     | Tim Wood              | Vereinigte Staaten     |
| 10    | Robert Dureville      | Frankreich             |
| 11    | Günter Zöller         | DDR                    |
| 12    | Jay Humphry           | Kanada                 |
| 13    | Sergei Tschetweruchin | Sowjetunion            |
| 14    | Marian Filc           | Tschechoslowakei       |
| 15    | Günter Anderl         | Österreich             |
| 16    | Michael Williams      | Vereinigtes Königreich |
| 17    | Tsuguhiko Kozuka      | Japan                  |
| 18    | Masato Tamura         | Japan                  |
| 19    | Tony Berntler         | Schweiz                |
| 20    | Daniel Höner          | Schweiz                |

Punktrichter waren:
- Franz Wojtanowski  Österreich
- Donald H. Gilchrist  Kanada
- Milan Duchón  Tschechoslowakei
- Néri Valdes  Frankreich
- Carla Listing  DDR
- János Zsigmondy  BR Deutschland
- P. Jaross  Ungarn
- Kinuko Ueno  Japan
- J. V. Sullivan  Vereinigte Staaten

### Damen
| Platz | Sportlerin            | Land                   |
| ----- | --------------------- | ---------------------- |
| 1     | Peggy Fleming         | Vereinigte Staaten     |
| 2     | Gabriele Seyfert      | DDR                    |
| 3     | Hana Mašková          | Tschechoslowakei       |
| 4     | Valerie Jones         | Kanada                 |
| 5     | Kumiko Ōkawa          | Japan                  |
| 6     | Sally-Anne Stapleford | Vereinigtes Königreich |
| 7     | Albertina Noyes       | Vereinigte Staaten     |
| 8     | Jennie Welsh          | Vereinigte Staaten     |
| 9     | Beatrix Schuba        | Österreich             |
| 10    | Roberta Laurent       | Kanada                 |
| 11    | Monika Feldmann       | BR Deutschland         |
| 12    | Karen Magnussen       | Kanada                 |
| 13    | Rita Trapanese        | Italien                |
| 14    | Martina Clausner      | DDR                    |
| 15    | Jelena Schtscheglowa  | Sowjetunion            |
| 16    | Marie Vichova         | Tschechoslowakei       |
| 17    | Micheline Joubert     | Frankreich             |
| 18    | Sylvaine Duban        | Frankreich             |
| 19    | Beate Richter         | DDR                    |
| 20    | Charlotte Walter      | Schweiz                |
| 21    | Zsuzsa Szentmiklóssy  | Ungarn                 |
| 22    | Katjusa Derenda       | Jugoslawien            |
|       | Miwa Fukuhara (Z)     | Japan                  |

- Z = Zurückgezogen

Punktrichter waren:
- Donald B. Cruikshank  Kanada
- Gerhardt Bubnik  Tschechoslowakei
- M. Georgelin  Frankreich
- Walburga Grimm  DDR
- Pamela Davis  Vereinigtes Königreich
- Éva György  Ungarn
- Sonia Bianchetti  Italien
- Karl Enderlin  Schweiz
- M. L. Wright  Vereinigte Staaten

### Paare
| Platz | Sportler                                  | Land               |
| ----- | ----------------------------------------- | ------------------ |
| 1     | Ljudmila Beloussowa / Oleg Protopopow     | Sowjetunion        |
| 2     | Margot Glockshuber / Wolfgang Danne       | BR Deutschland     |
| 3     | Cynthia Kauffman / Ronald Kauffman        | Vereinigte Staaten |
| 4     | Gudrun Hauss / Walter Häfner              | BR Deutschland     |
| 5     | Heidemarie Steiner / Heinz-Ulrich Walther | DDR                |
| 6     | Tamara Moskwina / Alexei Mischin          | Sowjetunion        |
| 7     | Susan Behrens / Roy Wagelein              | Vereinigte Staaten |
| 8     | Tatjana Scharanowa / Anatoli Jewobikow    | Sowjetunion        |
| 9     | Brigitte Weise / Michael Brychcy          | DDR                |
| 10    | Bohunka Sramkova / Jan Sramek             | Tschechoslowakei   |
| 11    | Marianne Streifler / Herbert Wiesinger    | BR Deutschland     |
| 12    | Evelyne Schneider / Willi Bietak          | Österreich         |
| 13    | Betty Lewis / Richard Gilbert             | Vereinigte Staaten |
| 14    | Janina Poremska / Piotr Sczypa            | Polen              |
| 15    | Monique Mathys / Yves Aellig              | Schweiz            |
| 16    | Mona Szabo / Peter Szabo                  | Schweiz            |
| 17    | Anci Dolenc / Mitja Sketa                 | Jugoslawien        |
| 18    | Betty McKilligan / John McKilligan        | Kanada             |
| 19    | Dana Fialova / Milos Man                  | Tschechoslowakei   |

Punktrichter waren:
- Hans Meixner  Österreich
- Donald H. Bilchrist  Kanada
- M. Kutina  Tschechoslowakei
- Carla Listing  DDR
- Wilhelm Kahle  BR Deutschland
- Maria Zuchowicz  Schweiz
- Karl Enderlin  Schweiz
- J. V. Sullivan  Vereinigte Staaten
- Tatjana Tolmatschewa  Sowjetunion

### Eistanz
| Platz | Sportler                                 | Land                   |
| ----- | ---------------------------------------- | ---------------------- |
| 1     | Diane Towler / Bernard Ford              | Vereinigtes Königreich |
| 2     | Lorna Dyer / John Carrell                | Vereinigte Staaten     |
| 3     | Yvonne Suddick / Malcolm Cannon          | Vereinigtes Königreich |
| 4     | Janet Sawbridge / Jon Lane               | Vereinigtes Königreich |
| 5     | Brigitte Martin / Francis Gamichon       | Frankreich             |
| 6     | Joni Graham / Don Phillips               | Kanada                 |
| 7     | Irina Grischkowa / Wiktor Ryschkin       | Sowjetunion            |
| 8     | Judy Schwomeyer / James Sladky           | Vereinigte Staaten     |
| 9     | Alma Davenport / Roger Berry             | Vereinigte Staaten     |
| 10    | Angelika Buck / Erich Buck               | BR Deutschland         |
| 11    | Jitka Babická / Jaromír Holan            | Tschechoslowakei       |
| 12    | Annerose Baier / Eberhard Rüger          | DDR                    |
| 13    | Ljudmila Pachomowa / Alexander Gorschkow | Sowjetunion            |
| 14    | Edith Mató / Karl Csanadi                | Ungarn                 |
| 15    | Heidi Mezger / Herbert Rothkappl         | Österreich             |
| 16    | Judy Henderson / John Baily              | Kanada                 |
| 17    | Dana Novotna / Jaroslav Hainz            | Tschechoslowakei       |
| 18    | Susanna Carpani / Sergio Pirelli         | Italien                |

Punktrichter waren:
- Hans Kutschera  Österreich
- Frances Gunn  Kanada
- Milan Duchón  Tschechoslowakei
- Lysiane Lauret  Frankreich
- Hermann Wollersen  BR Deutschland
- Robert S. Hudson  Vereinigtes Königreich
- M. L. Wright  Vereinigte Staaten

## Medaillenspiegel
| Platz | Land                   | Gold | Silber | Bronze | Gesamt |
| ----- | ---------------------- | ---- | ------ | ------ | ------ |
| 1     | Vereinigte Staaten     | 1    | 1      | 2      | 4      |
| 2     | Österreich             | 1    | 1      | –      | 2      |
| 3     | Vereinigtes Königreich | 1    | –      | 1      | 2      |
| 4     | Sowjetunion            | 1    | –      | –      | 2      |
| 5     | BR Deutschland         | –    | 1      | –      | 1      |
| 5     | DDR                    | –    | 1      | –      | 1      |
| 7     | Tschechoslowakei       | –    | –      | 1      | 1      |